# Тлецери, Хазрет Асланбечевич
Хазрет Асланбечевич Тлецери (род. 12 июля 1958, Теучежский район, Краснодарский край) — советский и российский дзюдоист (7-й дан, 1998), чемпион СССР, Европы и мира, обладатель Кубка мира в составе сборной Европы (1984, 1985), Заслуженный мастер спорта СССР (1983). 

## Биография
Занимался спортом с девятого класса. Член сборной команды страны в 1982—1987 годах, инструктор по спорту. Выпускник факультета физического воспитания Адыгейского государственного педагогического института 1980 года. Директор Адыгейской республиканской школы высшего спортивного мастерства. В 2001—2004 годах был старшим тренером сборной Италии по дзюдо. Живёт в Майкопе.
Имя Хазрета Тлецери носит физкультурно-оздоровительный комплекс в Адыгейске.

## Спортивные результаты
- Всесоюзный турнир по самбо памяти Моса Шовгенова 1976 года — ;
- Международный турнир по дзюдо на призы журнала «Советские профсоюзы» 1979 года — ;
- Чемпионат СССР по самбо 1980 года — 5-е место;
- Международный турнир в Тбилиси 1981 года — ;
- Чемпионат СССР по дзюдо 1981 года — ;
- Чемпионат СССР по дзюдо 1982 года — ;
- Международный турнир в Тбилиси 1983 года — ;
- Дзюдо на летней Спартакиаде народов 1983 года — ;
- Чемпионат СССР по дзюдо 1983 года — ;
- Чемпионат СССР по дзюдо 1984 года — ;
- Международный турнир в Тбилиси 1985 года — ;
- Международный турнир в Потсдаме 1985 года — ;
- Чемпионат СССР по дзюдо 1985 года — ;
- «Кубок освобождения» 1986 года —

## Награды
- Медаль ордена «За заслуги перед Отечеством» II степени (12 октября 2022) — за вклад в развитие физической культуры и популяризацию отечественного спорта[4]
- Медаль «За трудовую доблесть» (1985)